# 1272.
◄ | 12. stoljeće | 13. stoljeće | 14. stoljeće | ►
◄ | 1240-ih | 1250-ih | 1260-ih | 1270-ih | 1280-ih | 1290-ih | 1300-ih | ►
◄◄ | ◄ | 1269. | 1270. | 1271. | 1272. | 1273. | 1274. | 1275. | ► | ►►
Arhitektura • Astronomija • Glazba • Knjige • Književnost • Kršćanstvo • Medicina • Pravo • Promet • Znanost

## Događaji
- Dubrovačka Republika pripaja Lastovo.[1]
- Knez Marco Giustiniani objavio Liber Statutorum (Dubrovački statut).[2]

## Smrti
- Henrik III., engleski kralj
- 2. travnja – Rikard od Cornwalla i Poitoua (r. 1209.), rimsko-njemački kralj

## Vanjske poveznice
|  | Zajednički poslužitelj ima još gradiva o temi 1272. |